# Joel Arimany
Joel Arimany Sala (Quart, Gerona, Cataluña, España, 28 de mayo de 1998), conocido deportivamente como Joel, es un futbolista español que juega en el Club Esportiu Europa. Se desempeña como delantero.

## Trayectoria
La carrera deportiva de Joel comenzó en la cantera del UE Quart. Con el Girona FC, en 2015 alternaba partidos del División de Honor Juvenil con partido del primer equipo.
Debutó el 24 de octubre de 2015 en la décima jornada de la Segunda división, entrando en el minuto 86 contra el Real Zaragoza empatando 0-0 su primer partido como profesional.
Se convierte en el jugador más joven en debutar con el primer equipo del Girona FC con 17 años 4 meses y 26 días.
En verano de 2015 el Málaga CF se interesa por sus servicios y sus director deportivo viajó hasta Gerona, pero el Girona FC no quiso perder a su joven promesa y renovó a Joel por cuatro temporadas hasta junio de 2019.
El 20 de junio de 2016 se va cedido al Málaga CF por dos temporadas, con la opción de compra por 250 000€.
A principios de la temporada 2017-18 el Girona FC recupera al jugador para incorporarlo a su filial CF Peralada - Girona B.
En enero de 2020 ficha por el Deportivo Aragón, filial del Real Zaragoza.

## Clubes
| Club                   | País   | Año       |
| ---------------------- | ------ | --------- |
| Girona F. C. (Juvenil) | España | 2015-2016 |
| Málaga C.F. (Juvenil)  | España | 2016-2017 |
| C. F. Peralada         | España | 2017-2018 |
| Atlético Malagueño     | España | 2018-2019 |
| U. E. Olot             | España | 2019      |
| Deportivo Aragón       | España | 2020-2021 |
| UE Figueres            | España | 2021-2022 |
| Club Esportiu Europa   | España | 2022-Act. |